# 溴化植物油

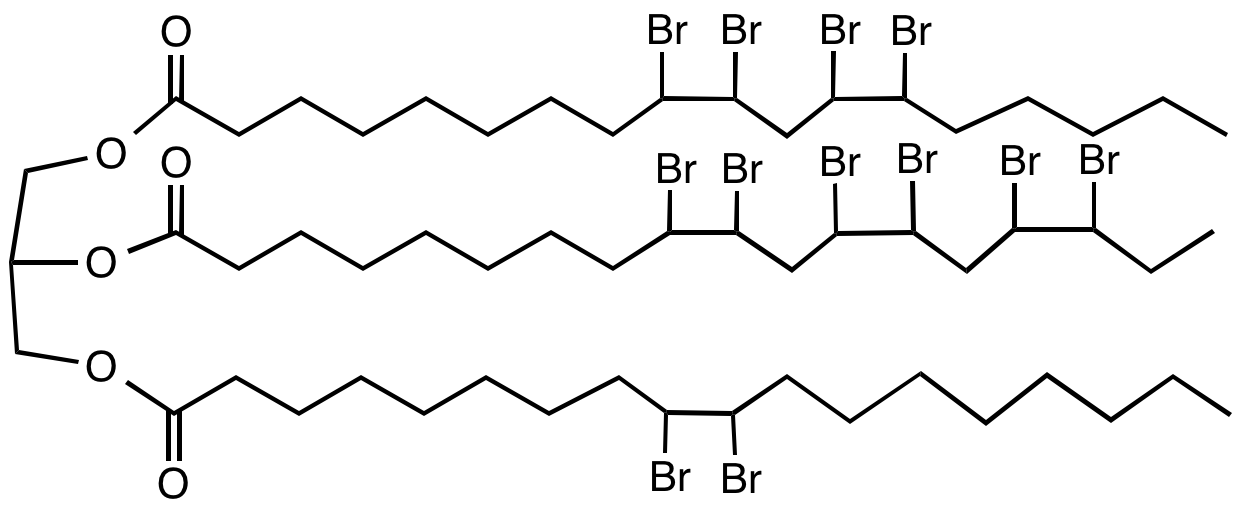
溴化植物油化學結構，由頂部溴化亞油酸、亞麻酸、和油酸酯。

溴化植物油（英語：Brominated vegetable oil；縮寫作BVO）是一種把植物油溴化（Bromination）後製成的食物添加劑，含有大量三酸甘油酯（Triglycerides），有乳化作用（Emulsification），使油和水更易混和在一起。溴化植物油有工業用途，是一種阻燃劑（Flame retardant）。可在柑橘味道的飲料裡作起雲劑之用。
溴化植物油在食品工業的應用始於1931年，其作用是增加油份的密度，使其與水份更容易混和。
有個案顯示服用大量溴化植物油，可產生副作用，嚴重損害皮膚和腦神經系統。由於溴是一種對人類存在毒性的元素，聯合國糧食及農業組織、世界衞生組織食物添加劑聯合專家委員會已對溴化植物油的安全作評估，認為溴化植物油不該用於食品添加劑。現時世上有不少國家都已禁用，但在美國仍然可以合法使用。

## 外部連結
- Brominated Battle: Soda Chemical Has Cloudy Health History （页面存档备份，存于）
- WHO/Food and Agriculture Organization 1970 report （页面存档备份，存于）
- Campaign for BVO Prohibition in India
- Behavioral and reproductive effects of chronic developmental exposure to brominated vegetable oil in rats
- FDA Everything Added to Food in the United States (EAFUS) entry for brominated vegetable oil （页面存档备份，存于）